# Bell 212
O Bell 212 Twin Huey é um helicóptero médio bimotor produzido pela Bell Helicopter. É uma versão atualizada e mais moderna do Bell UH-1 Iroquois.
O 212 é comercializado para operadores civis e tem uma configuração de quinze assentos, com um piloto e quatorze passageiros. Na configuração da carga o 212 tem uma capacidade interna de 220 pés cúbicos (6,23 metros cúbicos) e uma carga externa de até 5,000 lb (2,268 kg).

## Desenvolvimento
Com base em uma fuselagem maior do Bell 205, o Bell 212 foi desenvolvido originalmente para as forças canadenses como o CUH-1N e, mais tarde, redesignado como o CH-135. As forças canadenses receberam 50 unidades a partir de maio de 1971. Ao mesmo tempo, as Forças Armadas dos Estados Unidos ordenaram 294 unidades sob a designação de UH-1N.
Em 1971 o 212 foi desenvolvido para aplicações comerciais. Entre os primeiros utilizadores do 212 na aviação civil está a CHC Helicopter da Noruega, que utilizou o 212 para ser utilizado como apoio à plataformas de petróleo.

## Operadores governamentais
Alguns operadores do Bell 212:
 Canadá
- Guarda Costeira do Canadá

 Colômbia
- Polícia Nacional da Colômbia[4]

 Japão
- Guarda Costeira do Japão

 Sérvia
- Polícia Sérvia

 Eslovênia
- Polícia Nacional Eslovênia

 Tailândia
- Polícia Real Thai

 Estados Unidos
- Departamento policial do Condado de San Bernardino
- Departamento de bombeiros de San Diego
- Departamento policial do Condado de Ventura

## Acidentes notáveis
- Em 19 de maio de 2024, um helicóptero Bell 212 transportando o presidente iraniano Ebrahim Raisi, o ministro das Relações Exteriores Hossein Amir-Abdollahian, o governador do Azerbaijão Oriental, Malek Rahmati, e o representante do Líder Supremo no Azerbaijão Oriental, Mohammad Ali Ale-Hashem, caiu perto da cidade iraniana de Varzaqan, leste do Azerbaijão, matando todos a bordo. Segundo a imprensa oficial iraniana, a aeronave sofreu acidente em razão de más condições climáticas.[6][7]